# 宾尼法利纳
宾尼法利纳是20世纪一家位于意大利都灵的著名汽车设计公司，以设计了多样法拉利跑车而出名。由Battista Farina创立于1930年。此外，目前在全球各地路上奔馳的各大汽车廠牌车子，包括大型房车、豪华轿车、中型和小型轿车，还有一些混合动力和纯电动车，很多都是由宾尼法利纳负责内外型设计的。

## 歷史
該公司成立於1930年，一直由宾尼法利纳家族掌控。宾尼法利纳主要是設計汽車。起先主要為本土的汽車廠設計汽車車身，例如阿爾法·羅密歐和藍旗亞。1950年代開始向美國通用汽車的凱迪拉克車型進行車身設計，自此踏足北美市場。其間又向標緻、雪鐵龍、雷諾等法國車廠設計車廠。1987年也涉足鐵路列車設計領域，曾設計俗稱「瑞士糖」的瑞士聯邦鐵路Re460型電力機車，以及按前者造型設計的韶山9型電力機車（重製0004號及新製造的0044至0213號）。

## 汽车设计师
塞尔吉奥·宾尼法利纳生于意大利的都灵，他从都灵理工大学毕业后就进入他父亲巴蒂斯塔·法利纳所开办的宾尼法利纳工作。很快他便成为公司不可或缺的一部分，在他的职业生涯中所监督设计的许多车型（尤其是为法拉利设计的车型）使公司渐渐扬名。1961年，为了匹配公司的名称，他的家族姓氏从“法利纳”（Farina）更改为“宾尼法利纳”（Pininfarina），并以意大利总统的法令宣布。1965年，塞尔吉奥·宾尼法利纳亲自说服恩佐·法拉利为法拉利的新型公路赛车采用“中置引擎”的设计配置方案。按照此设计，赛车的引擎将被放置于在驾驶舱的后面，但在后轮的前面。
1966年，他的父亲去世后，他正式成为宾尼法利纳的主席。
2006年，他和他的儿子安德列·宾尼法利纳共同被授予了公司的荣誉主席。2008年，他的儿子因车祸去世。

## 設計車型

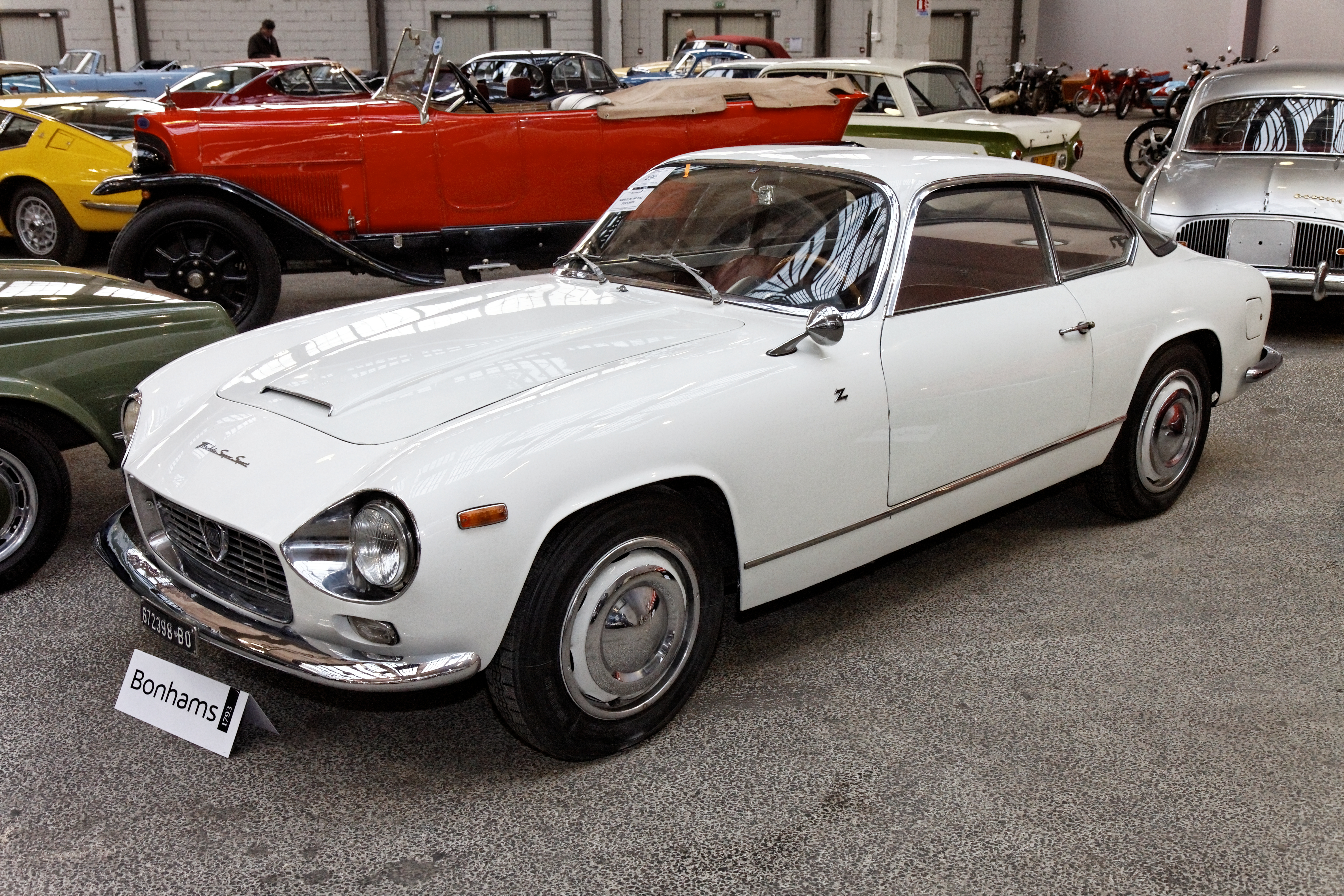
蓝旗亚 Flaminia

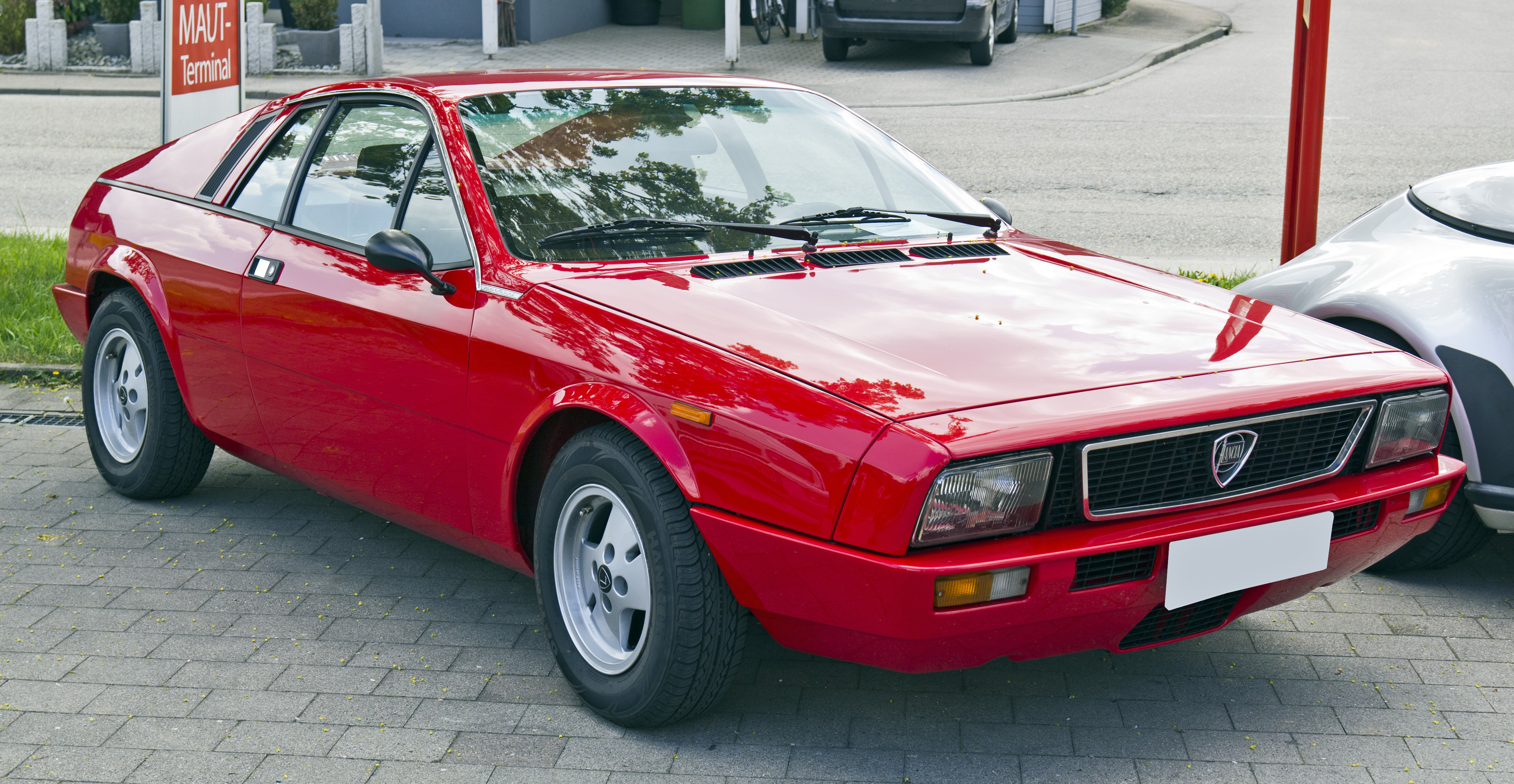
蓝旗亚 Montecarlo

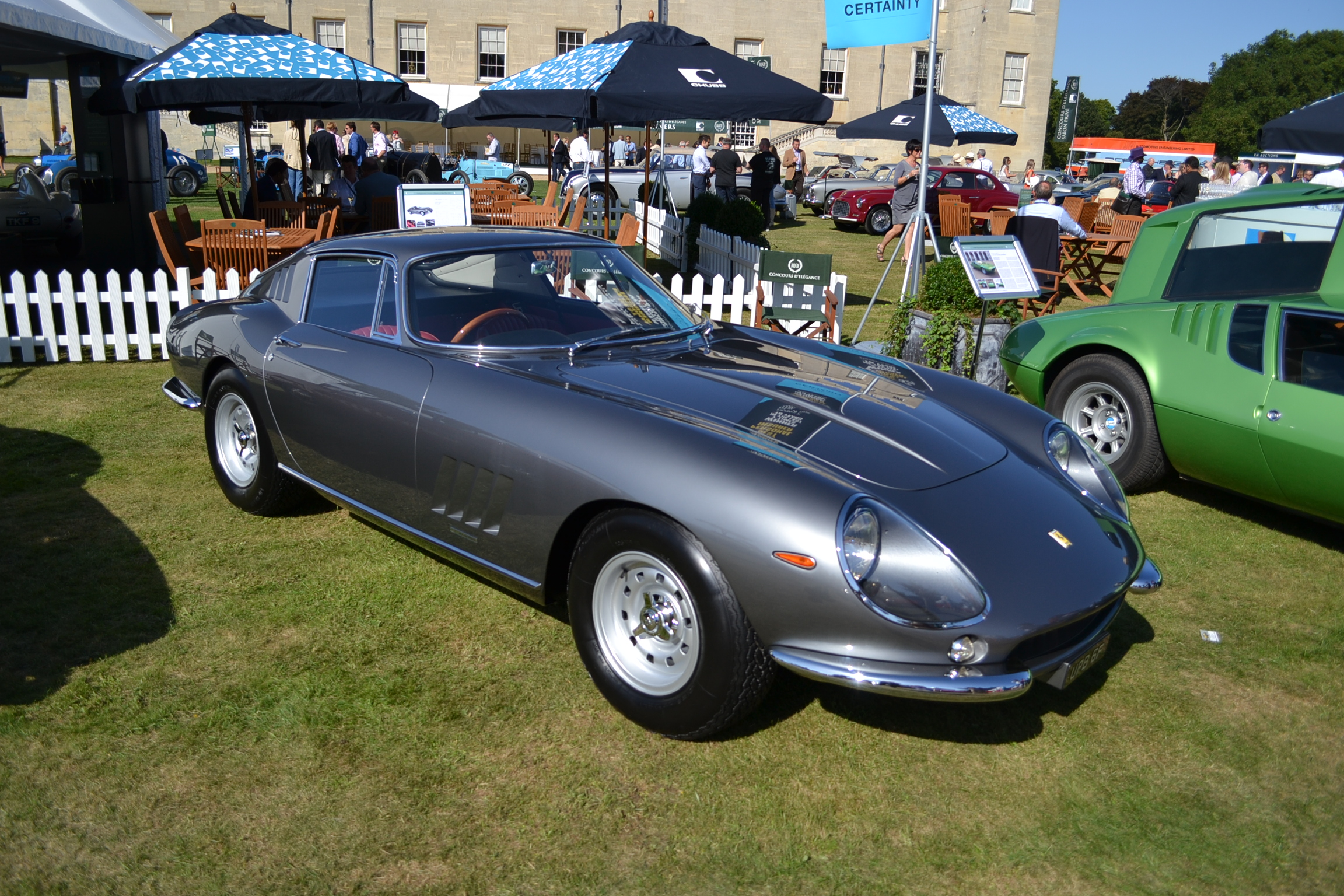
法拉利 275

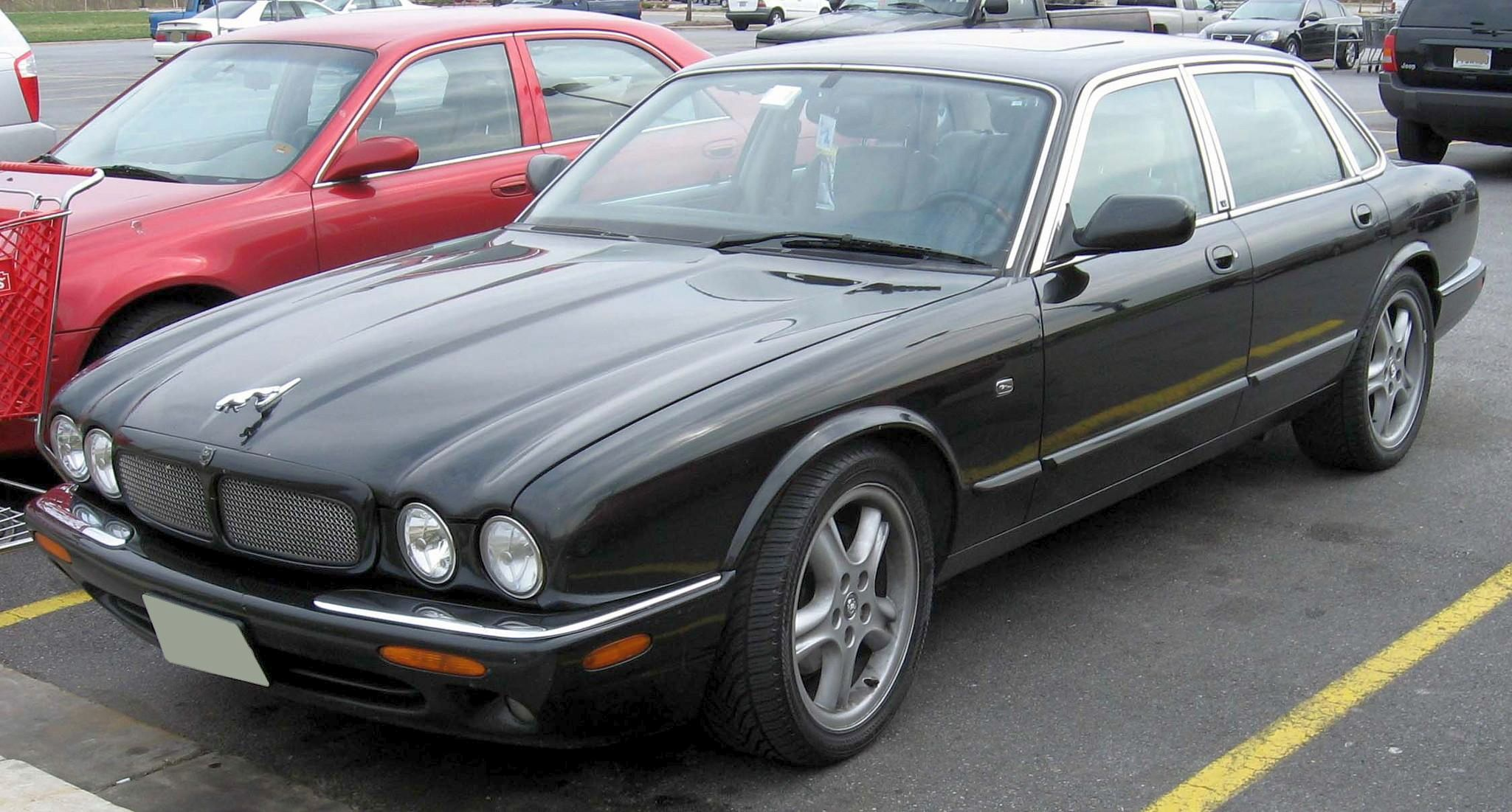
積架 XJ6

- 1933年 阿尔法·罗密欧8C 2300（英语：Alfa Romeo 8C）
- 1936年 蓝旗亚Aprilla（英语：Lancia Aprilia）
- 1938年 蓝旗亚Astura（英语：Lancia Astura）
- 1947年 Cisitalia 202
- 1952年 法拉利250
- 1955年 法拉利410（英语：Ferrari America）
- 1955年 标致403
- 1957年 Lancia Flaminia（英语：蓝旗亚 Flaminia）
- 1959年 菲亚特1800（英语：Fiat 1800 and 2100）
- 1960年 标致404（英语：Peugeot 404）
- 1961年 Cadillac Eldorado（英语：凯迪拉克肯尼迪）
- 1964年 法拉利275（英语：法拉利275）
- 1965年 日產Cedric 130
- 1966年 爱快罗密欧Spider
- 1968年 标致504（英语：标致504）
- 1970年 法拉利Modulo（英语：Ferrari Modulo）概念車
- 1971年 菲亚特130（英语：Fiat 130）
- 1975年 法拉利308 GTB（英语：Ferrari 308 GTB/GTS）
- 1975年 蓝旗亚Montecarlo（英语：Lancia Monte-Carlo）
- 1979年 日產 Cedric 430
- 1978年 XJ
- 1984年 本田 HP-X
- 1984年 法拉利特斯塔罗萨
- 1985年 法拉利328
- 1985年 标致205
- 1987年 阿尔法·罗密欧164（英语：Alfa Romeo 164）
- 1987年 凯迪拉克Allanté（英语：Cadillac Allanté）
- 1987年 Peugeot 405（英语：标致 405）
- 1989年 法拉利348（英语：Ferrari 348）
- 1992年 捷豹XJ220（英语：Jaguar XJ220）
- 1992年 标致406
- 1994年 标致306（英语：Peugeot 306）
- 1995年 阿尔法·罗密欧GTV（英语：Alfa Romeo GTV and Spider）
- 1996年 法拉利550（英语：Ferrari 550）
- 1996年 标致406
- 1999年 法拉利360
- 2000年 大宇Tacuma（英语：Daewoo Tacuma）
- 2005年 法拉利F430
- 2001年 雪鐵龍Osée（英语：Citroën Osée）
- 2003年 现代Lavita（英语：Hyundai Lavita）
- 2003年 瑪莎拉蒂Quattroporte
- 2005年 标致1007（英语：Peugeot 1007）
- 2005年 瑪莎拉蒂Birdcage 75th（英语：Maserati Birdcage 75th）概念車
- 2005年 法拉利P4/5（英语：Ferrari P4/5 by Pininfarina）
- 2006年 沃尔沃C70（英语：Volvo C70）
- 2007年 瑪莎拉蒂GranTurismo
- 2009年 法拉利458 Italia
- 2010年 蓝旗亚Stratos（英语：Lancia Stratos）
- 2010年 阿尔法·罗密欧 2uettottanta（英语：Alfa's Romeo 2uettottanta） 概念車
- 2010年 賓尼法利納Nido（英语：Pininfarina Nido）概念车
- 2011年 賓尼法利納 Cambiano 概念車
- 2012年 法拉利 F12berlinetta
- 2013年 宝马 Pininfarina Gran Lusso Coupé
- 2013年 宾尼法利納Sergio（英语：Pininfarina Sergio）
- 2016年 東南DX3（英语：Soueast DX3）
- 2016年 GreenGT H2 Speed
- 2017年 三菱Grand Lancer
- 2017年 菲蒂帕尔迪EF7（英语：Fittipaldi EF7） Vision Gran Turismo 概念車
- 2017年 正道 H600
- 2018年 賓尼法利纳Battista（英语：Pininfarina Battista）
- 2018年 賓尼法利納Sintesi（英语：Pininfarina Sintesi） 概念車
- 2018年 菲亚特 500 Spiaggina
- 2018年 Pininfarina H2 Speed（英语：賓尼法利納 H2 Speed） 概念車
- 2018年 马恒达 Furio
- 2018年 正道 HK GT 概念車
- 2019年 卡尔玛 GT
- 2022年 Foxtron Model B 概念車

## 外部連結
- 官方网站
- Pininfarina Sverige
- Foster, Patrick R. "Nashes With an Italian Accent", FORWARD: The American Heritage of DaimlerChrysler, Winter 2001, pages 33-7.
- BMC 1800 & 1100（页面存档备份，存于） - detail on these influential design proposals
- The Cisitalia 2002（页面存档备份，存于） at the Museum of Modern Art in New York.
- Cisitalia Museum
- The Keating Hotel（页面存档备份，存于） in downtown San Diego.
- Pininfarina Wine
- Pininfarina at coachbuild.com（页面存档备份，存于）